# Estado Amazonas (Venezuela)
Amazonas (denominado oficialmente como Estado Indígena de Amazonas) es uno de los veintitrés estados que, junto con el Distrito Capital y las Dependencias Federales, forman la República Bolivariana de Venezuela. Su capital, Puerto Ayacucho, concentra el 63% de la población total. Está ubicado al sur del país, en la región Guayana, limitando al norte con el Estado Bolívar, al noroeste con el Estado Apure en una pequeña línea en la confluencia del río Meta, al este y sur con Brasil mediante la  divisoria de aguas de las cuencas del Orinoco y Amazonas, y al oeste con Colombia mayormente usando como fronteras los ríos Atabapo, Orinoco y Negro. Con un estimado de 176 614 habitantes es el estado menos poblado, con una superficie de 177 617 km², el segundo estado más extenso, y con 1 hab/km², el que menos densidad poblacional tiene. Está compuesto por 7 municipios y 23 parroquias. Sus principales localidades aparte de la capital son: La Esmeralda, San Fernando de Atabapo y San Carlos de Río Negro.

## Etimología
Amazonas es una voz de origen griego con que se identificaba una raza de mujeres guerreras que vivían en la Sarmacia Asiática, más allá del Cáucaso.
El nombre de este estado fue asignado a partir del 2 de junio de 1856 en honor al río Amazonas, el cual fue descubierto por Francisco de Orellana en 1542, a quien se le atribuye también la denominación del río producto de una leyenda sobre una tribu femenina que opuso tenaz resistencia a los conquistadores españoles que le hizo recordar la leyenda griega.
El río Amazonas no pasa por el Estado, pero una parte del territorio se encuentra cubierto por la Amazonia, a través del río Negro.

## Historia
El territorio del estado Amazonas pertenecía a la Provincia de Guayana desde tiempos de la colonia. En 1864 se crea el Territorio Federal Amazonas, con capital San Fernando de Atabapo. Luego, bajo el mandato del presidente Antonio Guzmán Blanco en 1881, se decide dividir en dos territorios el área: el Territorio Federal Amazonas y el Territorio Federal Alto Orinoco. 12 años después se decide reunificar los territorios con el nombre de Amazonas 1893 y con su capital en San Fernando de Atabapo. En 1928 el entonces presidente Juan Vicente Gómez decide trasladar la capital estadal a Puerto Ayacucho para facilitar las conexiones con Caracas.
Desde 1992 es elevado a la categoría de Estado luego de permanecer muchos años con el estatus de Territorio Federal. Ese mismo año eligió a su primer Gobernador quien fuera Edgar Sayago Murillo.
En la década de 1970 conformaba la llamada Región Sur siendo la única entidad federal que la repesentaba. En 1979 luego de la reforma de la Ley de Regionalización es reintegrado como parte de la Región Guayana junto con los Estados Bolívar y Delta Amacuro.

## Geografía

### Relieve

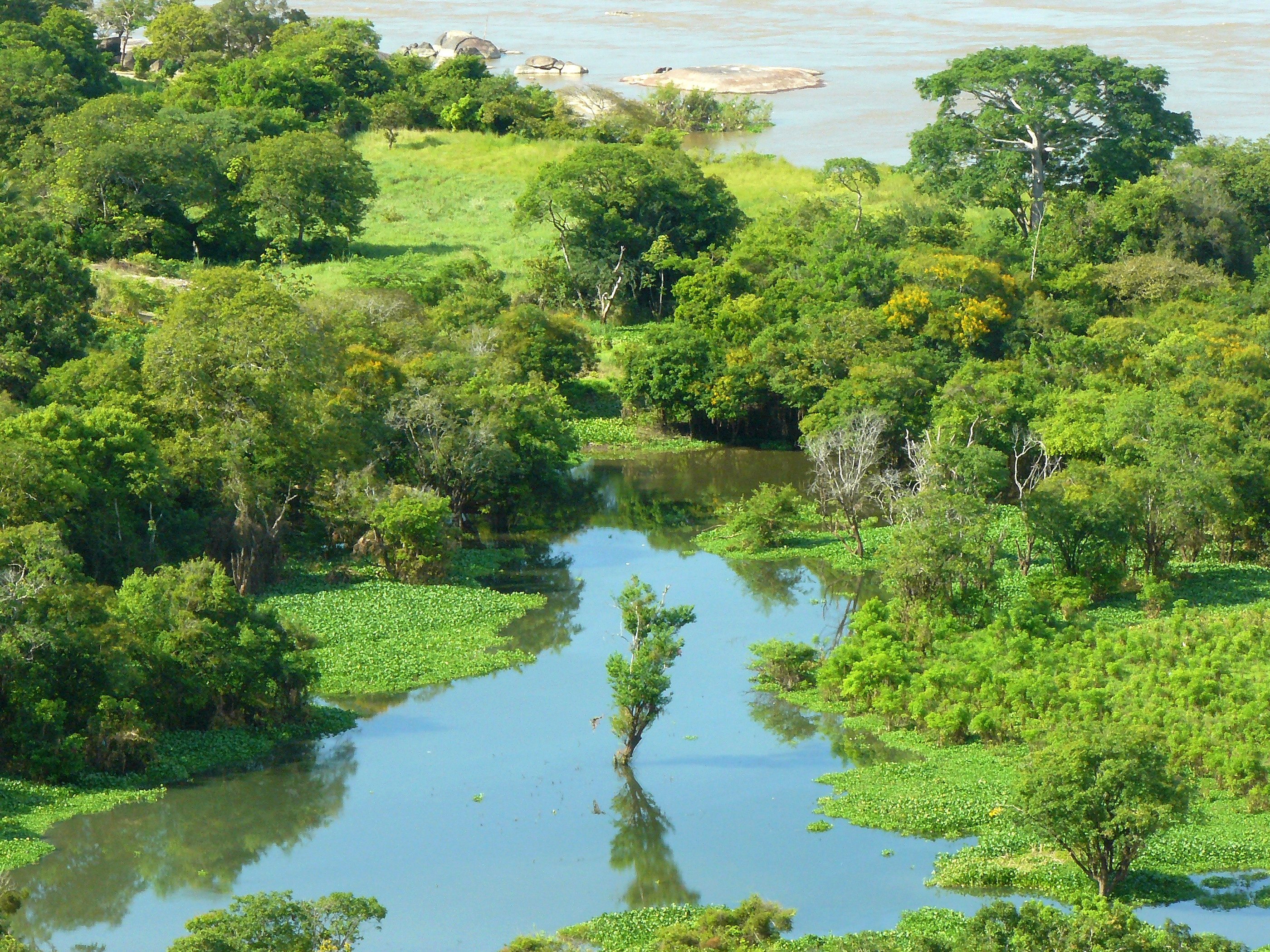
Pequeño Caño, Río Orinoco.

La totalidad del estado Amazonas, está comprendida en el llamado Escudo Guayanés. Su relieve está comprendido desde los márgenes del Orinoco hasta el pico Marahuaca con 2832 m. El pico más alto del estado, es el  Tapirapecó  con 2992 m s. n. m., en el parque nacional Serranía La Neblina haciendo límite fronterizo con Brasil. El relieve del estado es muy variado, comenzando por las llanuras o sabanas, que van de los 100 m hasta los 500 m para proseguir con las serranías y montañas, que abundan en la zona, a excepción dada del lado occidental del estado que por estar limitado por los ríos Orinoco, Guainía y Negro, obviamente recorren la parte más baja del territorio. Efectivamente, por el norte, este y sur hay numerosas sierras, entre ellas la de Maigualida, Marahuaca, Unturán, Parima, Tapirapecó, La Neblina, Imeri y Aracamuní, entre otras.

### Hidrografía
En este estado nace el principal río de Venezuela, el Orinoco, lo hace en el cerro Delgado Chalbaud y después de recorrer 2140 km deposita sus aguas en el océano Atlántico. El Orinoco es a su vez, la cuenca donde vierten sus aguas otros importantes ríos de la región, como el Ventuari de 474 km.

### Clima
El clima del estado Amazonas corresponde a los tipos lluvioso, monzónico y tropical de sabana. Básicamente se diferencian dos estaciones, una seca y otra de lluvia. Hacia el sur no hay meses secos, mientras que al noroeste se tienen hasta cuatro meses de sequía. En las zonas del centro y del norte se acusa una moderada deficiencia de agua entre diciembre y marzo. La precipitación promedio supera los 1200 mm anuales. La oscilación térmica anual es mínima (entre 1 °C y 1,5 °C) pero la diaria es grande, (más de 15 °C). La temperatura del mes más frío es superior a 15 °C. La temperatura media anual de la estación de Parima, a 810 m de altura, es de 22,3 °C mientras que la de Tamatama (a 112 m y a la misma latitud) es de 27 °C.

### Vegetación
Gran parte del estado Amazonas está cubierto por inmensas selvas, por lo que la vegetación debido al alto índice de pluviosidad, es la típica selvática. También hay sabanas de suelos secos y sabanas de suelos húmedos. Más arriba y dependiendo de la altura, la vegetación se hace más escasa, hasta llegar a más de 2000 donde casi desaparece totalmente.

### Fauna
La rica fauna de la región está representada por numerosos especímenes de mamíferos, reptiles, peces y aves:
Mamíferos: puma, jaguar, danta, mono (araguato, tití), oso palmero u oso hormiguero (en peligro de extinción), zorro, etc.
Reptiles: caimán del Orinoco (en peligro de extinción), baba, tortuga, morrocoy, culebras, anaconda, boa constrictora, cascabel, cuaima, mapanare, etc.
Peces: sapoara o (Semaprochilodus laticeps), temblador o anguila eléctrica, raya, caribe, piraña, bagre, guabina, etc.
Aves: águila, águila arpía (en peligro de extinción), gavilán, guacamaya (de vistosos colores: rojos, verdes, amarillos, anaranjados y azules), Catana, carpintero, paují, tucán, etc.

### División político-territorial
El estado Amazonas está dividido en 7 municipios.
| Municipios de Amazonas                                                               |
| ------------------------------------------------------------------------------------ |
| Brasil Colombia Bolívar Alto Orinoco Atabapo Atures Autana Manapiare Maroa Río Negro |

| N.º | Municipio    | Capital                 | Población (2023) | Superficie (km2) | Densidad (hab./km2) |
| --- | ------------ | ----------------------- | ---------------- | ---------------- | ------------------- |
| 1   | Atures       | Puerto Ayacucho         | 135.000          | 4500             | 28.47               |
| 2   | Alto Orinoco | La Esmeralda            | 8.492            | 50 850           | 0.28                |
| 3   | Atabapo      | San Fernando de Atabapo | 9.404            | 25 900           | 0.41                |
| 4   | Autana       | Isla Ratón              | 9.612            | 15 750           | 0.61                |
| 5   | Manapiare    | San Juan de Manapiare   | 7.841            | 33 100           | 0.26                |
| 6   | Río Negro    | San Carlos de Río Negro | 3.234            | 39 150           | 0.06                |
| 7   | Maroa        | Maroa                   | 3.031            | 14 250           | 0.16                |

## Ciudades Más Pobladas
Ciudades Más Pobladas
. Puerto Ayacucho 135.000 habitantes
Ciudades con Menos de 10 mil habitantes
. Isla Raton 9.612 habitantes
. San Fernando de Atabapo 9.404 habitantes
. La Esmeralda 8.492 habitantes
. San Juan de Manapiare 7.841 habitantes
Ciudades Con Menos de 5 mil habitantes
. San Carlos de Río Negro 3.234 mil habitantes
. Maroa 3.031 mil habitantes

## Demografía
| POBLACIÓN HISTÓRICA DEL ESTADO AMAZONAS                      | POBLACIÓN HISTÓRICA DEL ESTADO AMAZONAS | POBLACIÓN HISTÓRICA DEL ESTADO AMAZONAS | POBLACIÓN HISTÓRICA DEL ESTADO AMAZONAS | POBLACIÓN HISTÓRICA DEL ESTADO AMAZONAS |
| N.º                                                          | Año                                     | Habitantes                              | Crecimiento Intercensal                 | Censos de Población o Estimaciones      |
| ------------------------------------------------------------ | --------------------------------------- | --------------------------------------- | --------------------------------------- | --------------------------------------- |
| SIGLO XIX                                                    |                                         |                                         |                                         |                                         |
| 1º                                                           | 1873                                    | 528                                     | Sin cambios                             | Censo venezolano de 1873                |
| 2º                                                           | 1881                                    | 4 165                                   | + 688 %                                 | Censo venezolano de 1881                |
| 3º                                                           | 1891                                    | 8 015                                   | + 92,4 %                                | Censo venezolano de 1891                |
| SIGLO XX                                                     |                                         |                                         |                                         |                                         |
| 4º                                                           | 1920                                    | 3 298                                   | - 58,8 %                                | Censo venezolano de 1920                |
| 5º                                                           | 1926                                    | 9 776                                   | + 196 %                                 | Censo venezolano de 1926                |
| 6º                                                           | 1936                                    | 1 715                                   | - 82,4 %                                | Censo venezolano de 1936                |
| 7º                                                           | 1941                                    | 3 728                                   | + 117 %                                 | Censo venezolano de 1941                |
| 8º                                                           | 1950                                    | 10 582                                  | + 183 %                                 | Censo venezolano de 1950                |
| 9º                                                           | 1961                                    | 11 757                                  | + 11,1 %                                | Censo venezolano de 1961                |
| 10º                                                          | 1971                                    | 21 696                                  | + 84,5 %                                | Censo venezolano de 1971                |
| 11º                                                          | 1981                                    | 45 667                                  | + 110 %                                 | Censo venezolano de 1981                |
| 12º                                                          | 1990                                    | 55 717                                  | + 22,0 %                                | Censo venezolano de 1990                |
| SIGLO XXI                                                    |                                         |                                         |                                         |                                         |
| 13º                                                          | 2001                                    | 70 464                                  | + 26,4 %                                | Censo venezolano de 2001                |
| 14º                                                          | 2011                                    | 146 480                                 | + 207 %                                 | Censo venezolano de 2011                |
| Sin cambios                                                  | 2021                                    | 208 021                                 | + 42,0 %                                | Estimaciones del INE                    |
| Fuente: Instituto Nacional de Estadística de Venezuela (INE) |                                         |                                         |                                         |                                         |

Es el segundo estado más extenso del país después de Bolívar pero también el de menor densidad de población (1 hab./km²) del país. La población se concentra básicamente en la zona noroeste y en menor medida en poblaciones fronterizas con Colombia.
Según el INE, Amazonas cuenta con una población de 176.614 habitantes para el año 2023, que representa un 0,55% del total nacional; vale destacar que el 45,8% de la población del Estado Amazonas es o se identifica como indígena, de los cuales los más representativos son los pueblos piaroa, jivi, yanomami y yekuana.
- Tasa de natalidad (por cada mil habitantes): 49,09 (2004); 43,23 (2005)
- Tasa global de fecundidad: 3,63 (2004); 3,58 (2005)
- Tasa bruta de mortalidad (por cada mil habitantes): 5,70 (2004); 5,71 (2005)
- Tasa de mortalidad infantil: 35,90 (2004); 35,20 (2005)
- Esperanza de vida al nacer: 66,02 años (2004); 66,19 años (2005)

## Economía
Su actividad económica es escasa, la mayoría de los productos agrícolas se consumen localmente y en ciertos rubros el Estado es deficitario, la ganadería y la agricultura es de tipo extensivo, estas actividades junto al comercio son las principales fuentes generadoras de empleos de la región. Destaca el aprovechamiento de la extensa red fluvial permite el desenvolvimiento comercial. El turismo ecológico está en pleno desarrollo a pesar del potencial representado por sus paisajes naturales, además carece de infraestructura turística adecuada para un alto número de visitantes. Existen rasgos culturales de valiosa especificidad y otros elementos únicos. Es uno de los estados venezolanos más ricos en recursos naturales explotados actualmente, según denuncias de opositores al Gobierno de Nicolás Maduro y del gobierno de Colombia, por la guerrilla colombiana del Ejército de Liberación Nacional (ELN). Hay problemas de deforestación en las zonas fronterizas con Brasil.

## Capital
La Capital del Estado Amazonas es Puerto Ayacucho, siendo la 55 Ciudad Más poblada de Venezuela y la primera en el Estado Amazonas con 135 mil habitantes, para acceder a la ciudad puede ser desde la troncal 12, o simplemente en un bote desde el puerto de Puerto Páez en el Estado Apure, pero existe otra manera de acceder a la ciudad y es en avión.

## Medios de comunicación
Por ser una región primordialmente selvática, el estado Amazonas posee en su mayoría rutas terrestres precarias, de las cuales apenas el 33,63 % está asfaltada. Las vías de comunicación por excelencia son las aéreas y las vías fluviales, aunque en el caso de las fluviales, su navegación dependerá de la época de lluvia y la de sequía que caracteriza a esta región, ya que en muchos casos el tránsito fluvial por riachuelos resultará problemático en épocas de sequía. En el estado sólo existe un aeropuerto nacional. Los demás son de uso privado o militar. Además hay pistas de aterrizaje en Cacurí, la Esmeralda, Ocamo, Kamariapó, San Juan de Manapiare, Santa Bárbara, Yaví, Yutajé y San Carlos de Río Negro.

## Cultura

### Pueblos Indígenas

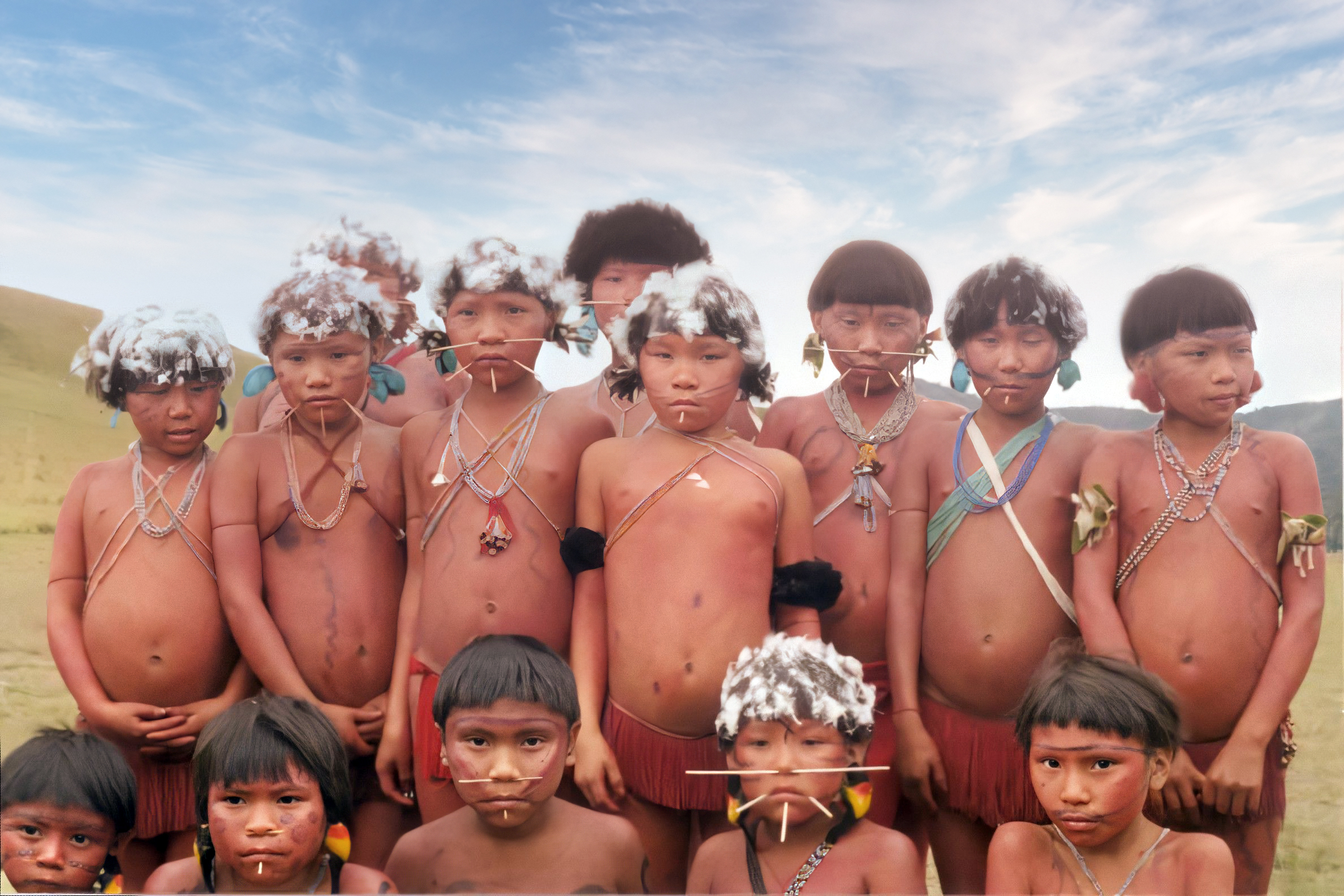
Grupo de niños Yanomamis en el Alto Orinoco.

La población indígena representa alrededor del 45% de la población del estado. La cultura etnológica del estado Amazonas es la más grande del país, poseyendo 20 etnias diferentes, diferenciadas por sus propias lenguas y costumbres. En Amazonas se hablan lenguas indígenas de la familia Arawako, Caribe, Yanomami o que representan idiomas aislados sin ninguna relación conocida con otros.
Los Yanomamis representan un 26 % de la población indígena del estado. Están ubicados en el Alto Orinoco y se extienden hasta la Guayana y el Brasil, sus asentamientos se encuentran alrededor de "Shabonos", que puede ser el río o la montaña en donde se encuentra el conuco que les asegura su alimentación. Entre sus costumbres más interesantes se encuentra la de incinerar a sus muertos, y luego con las cenizas, realizar una bebida que, según sus costumbres, les traería toda la vitalidad del difunto. 
Tienen una pequeña estatura, las mujeres adultas no pasan de los 1,50 m, y andan completamente desnudos a excepción de un pequeño taparrabos, entre los adornos faciales más comunes se encuentra el de un palito que atraviesa el tabique nasal de las mujeres, y el corte de pelo característico de la etnia, cabe destacar que mientras las etnias indígenas, en su mayoría se encuentran en extinción, los Yanomamis se mantienen como el pueblo aborigen más grande del Amazonas. Los Maquiritares o Yekuanas, de la familia Caribe, viven en el Este y Noreste del estado. Los Piaroa representan un 22% de la población indígena. Los Guahibos forman un 21% de la población aborigen del estado.

### Artesanía
La cestería o tejidos duros: se realizan en diferentes formas, tamaños y colores. Su manufactura es a base de hojas de diferentes tipos de palmas: moriche, cumare, seje, cucurito, chiquichique, etc. Toda decoración tiene su significado, relacionada con la vida de los usuarios, su sacralidad o su mitología. Los tejidos blandos: chinchorros, hamacas, bolsos, bandas porta-bebé, vestidos, guayucos y sus telares; la alfarería o cerámica; las tallas en madera; los adornos corporales; los instrumentos de caza y pesca; los instrumentos musicales; etc.
La cerámica: En las regiones de Manapiare (Corobal), Atabapo (Nericagua), en islas del río Orinoco, en el Bajo Orinoco (Barrancas y Saladero), en Culebra, muy cerca de Puerto Ayacucho y en otros lugares, se han encontrado yacimientos arqueológicos de esta manifestación artística que data de épocas prehispánicas. Los instrumentos musicales: son otra expresión artesanal indígena del Estado Amazonas de los cuales se encuentran más de 100 tipos. Los adornos corporales: Entre estos se encuentran las pintaderas, realizadas en un trozo de madera circular o rectangular talladas con diferentes diseños de acuerdo a su utilización y función. Las tallas de madera: bancos (hechos en forma de animal), enseres domésticos, objetos rituales, bongós y curiaras, canaletes, pilones, etc.

### Folklore
Entre el extenso y variado folklore del estado se cuentan las muestras de 62 grupos étnicos, entre los cuales destacan: yanomami, guahito, piaroa, yekuana, yeral curripaco, bare, baniva, puinave, piapoco, hoti, warequena, yaborana. Las manifestaciones folclóricas son ricas en danzas y cantos nativos, con música tocada con típicos instrumentos de viento y percusión.
Entre las danzas indígenas está el baile tradicional yekuana. En cuanto a instrumentos musicales se encuentran el uso del caparazón de morrocoy y las flautas de bambú. Las distintas etnias tienen la costumbre de celebrar una fiesta Warime cada tres años; dicha fiesta se realiza para celebrar tanto una gran cosecha como los nuevos matrimonios en el seno de la comunidad. También, con motivo de la llegada de las lluvias durante los meses de mayo, junio y julio, se realizan danzas indígenas en Puerto Ayacucho y San Fernando de Atabapo.

### Gastronomía
En Puerto Ayacucho y en el interior del estado existen restaurantes donde se sirven los mejores platos de la zona: tortuga preparada en su carapacho, danta, lapa; también pescados de las más finas cualidades, como el morocoto, la curvina, la palometa, el bocón, el caribe, la guabina, el pavón y el lau lau; entre las aves: el paují, pato silvestre, el pavo y la gallina. También se elaboran distintos tipos de pan: de no bastar el mañoco proveniente de la yuca, se puede degustar el plátano verde asado o frito. Cabe destacar que el mañoco se elabora con la yuca amarga, en cuyo procesamiento se utiliza ciertos implementos autóctonos como el sebucán, el rayo y el budare.
En Amazonas se dan frutos como el pijiguao, el túpiro, la cocura, el moriche, el copoazú, la curuba, la manaca, las piñas y el ceje; este último se recolecta en todo el estado, especialmente en los valles de los ríos Manapire, Casiquiare, Sipapo, Cuao y Ventuari; de él se extrae el aceite de ceje, dotado de propiedades medicinales. La catara es una salsa picante regional fabricada con jugo de yuca (yare), especies y bachaco culón (tipo de hormiga). De este se afirma que es un poderoso afrodisíaco, además de tener un excelente sabor.

## Deportes

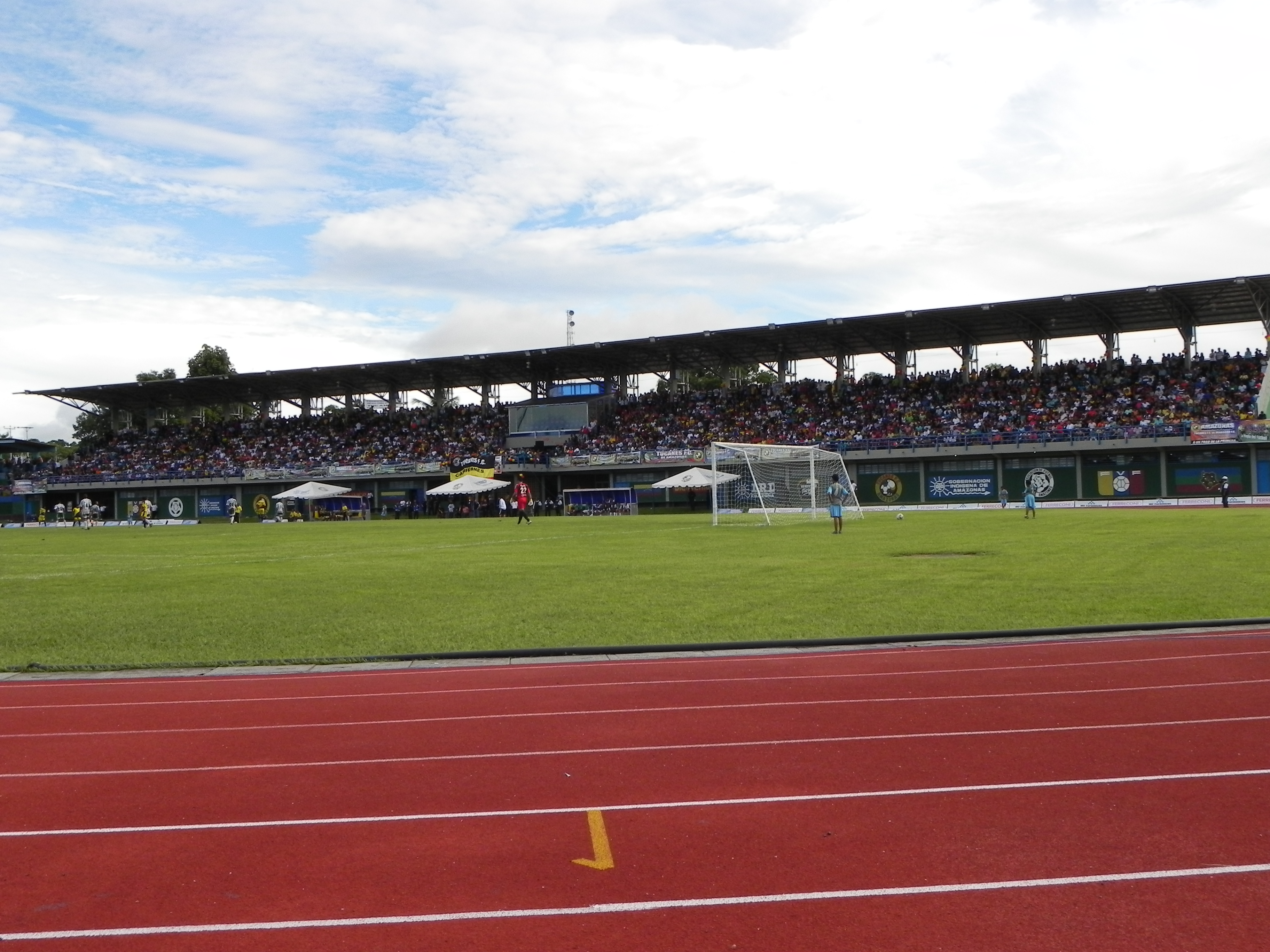
Vista del Estadio Antonio José de Sucre, en Puerto Ayacucho, Estado Amazonas

Tucanes de Amazonas Fútbol Club fue un equipo de fútbol perteneciente a la Segunda División de Venezuela. Fundado en el 2008, y disputaba sus partidos de local en el Estadio Antonio José de Sucre de Puerto Ayacucho, Venezuela. Para el año 2018 desaparece definitivamente el Tucanes FC por desacuerdos en su directiva  y surge una nueva divisa de tercera división denominada "Amazonas Futbol Club", la cual es patrocinada por el Gobierno regional y asume como sede el Estadio Antonio José de Sucre en la ciudad de Puerto Ayacucho.

## Política y gobierno
El Estado Amazonas sólo tiene derecho a una representación de 3 diputados en la Asamblea Nacional de Venezuela, que es el mínimo señalado por la Constitución de 1999 ya que cuenta con muy poca población a pesar de su gran extensión territorial. Adicionalmente elige un diputado junto a otros estados en representación de los pueblos indígenas por la región sur.
Los movimientos regionales tienen fuerza considerable al punto que en las elecciones parlamentarias de 2005 el partido regional Movimiento Unido de Pueblos Indígenas (MUPI) obtuvo el 48% de los votos frente al 44% de los votos de la coalición oficialista liderada por el Movimiento V República (MVR), Patria Para Todos (PPT), y el partido regional Pueblos Unidos Multiétnicos de Amazonas (PUAMA) considerado hasta entonces como la primera fuerza regional. Fueron elegidos un diputado por MUPI, uno por PUAMA y otro por el PPT (junto al MVR-UVE).
El estado es autónomo e igual en lo político, organiza su administración y sus poderes públicos por medio de la Constitución del Estado Amazonas, fue adoptada en 2002. La Constitución puede ser objeto de reforma o enmienda, son propuestas por el Poder Legislativo, y para ser aprobadas, necesitan los votos favorables de al menos el 60% del Consejo Legislativo del Estado, y por el 10% o más de la población electoral de Amazonas.

### Poder ejecutivo
| N.º  | N.º | Gobernador             | Período     | Partido | Elección | % de votos | Notas |
| ---- | --- | ---------------------- | ----------- | ------- | -------- | ---------- | --- |
|      | 1.  | Edgar Sayago Murillo   | 1992 — 1995 | MAS     | 1992     | 39,08      | Primer gobernador bajo elecciones directas. |
|      | 2.  | José Bernabé Gutiérrez | 1995 — 2001 | AD      | 1995     | 48,57      | En el año 2000 se realizaron elecciones adelantadas por la aprobación de una nueva constitución. Se realizaron nuevas elecciones en 2001 por haber sido impugnada la elección anterior. |
| 1998 | 2.  | José Bernabé Gutiérrez | 1995 — 2001 | AD      | 55,17    |            | En el año 2000 se realizaron elecciones adelantadas por la aprobación de una nueva constitución. Se realizaron nuevas elecciones en 2001 por haber sido impugnada la elección anterior. |
| 2000 | 2.  | José Bernabé Gutiérrez | 1995 — 2001 | AD      | 43,68    |            | En el año 2000 se realizaron elecciones adelantadas por la aprobación de una nueva constitución. Se realizaron nuevas elecciones en 2001 por haber sido impugnada la elección anterior. |
|      | 3.  | Liborio Guarulla       | 2001 — 2017 | PPT     | 2001     | 40,47      | Elegido en elecciones anticipadas por impugnación de las elecciones del 2000. Elecciones anticipadas en 2010 para realizarlas en todos los Estados.                                     |
| 2005 | 3.  | Liborio Guarulla       | 2001 — 2017 | PPT     | 40,00    |            | Elegido en elecciones anticipadas por impugnación de las elecciones del 2000. Elecciones anticipadas en 2010 para realizarlas en todos los Estados.                                     |
| 2010 | 3.  | Liborio Guarulla       | 2001 — 2017 | PPT     | 51,12    |            | Elegido en elecciones anticipadas por impugnación de las elecciones del 2000. Elecciones anticipadas en 2010 para realizarlas en todos los Estados.                                     |
|      | 3.  | Liborio Guarulla       | 2001 — 2017 | MPV     | 2012     | 55,02      | Elegido en elecciones anticipadas por impugnación de las elecciones del 2000. Elecciones anticipadas en 2010 para realizarlas en todos los Estados.                                     |
|      | 4.  | Miguel L. Rodríguez    | 2017 —      | PSUV    | 2017     | 60,09      | Actual Gobernador. |

### Poder legislativo
La legislatura del estado recae sobre el Consejo Legislativo del Estado Amazonas unicameral, elegidos por el pueblo mediante el voto directo y secreto cada cuatro años pudiendo ser reelegidos por dos períodos consecutivos, bajo un sistema de representación proporcional de la población del estado y sus municipios, el Estado cuenta 7 diputados, de los cuales 6 son de la oposición.